# Perdita diminutiva
Perdita diminutiva är en biart som beskrevs av Timberlake 1977. Perdita diminutiva ingår i släktet Perdita och familjen grävbin. Inga underarter finns listade i Catalogue of Life.